# Christian Friedrich Lessing
Pour les articles homonymes, voir Lessing.
Christian Friedrich Lessing (1809 - 1862) est un botaniste prussien, frère du peintre Carl Friedrich Lessing (1808-1880).

## Carrière
Lessing était un spécialiste des Asteraceae. Il publia en 1832 à leur sujet un traité nommé Synopsis generum Compositarum. Au terme d'études botaniques assidues en Sibérie, il décéda en 1862 à Krasnoïarsk.

## Hommages
Le genre végétal Lessingia (en), de la famille des Asteraceae, a été nommé ainsi en son honneur.

## Publications (liste sans doute incomplète)
- Reise durch Norwegen nach den Loffoden durch Lappland und Schweden, 1831
- Synopsis generum Compositarum, earumque dispositionis novae tentamen, monographiis multarum Capensium interjectis, 1832